# ニューステップ
ニューステップ（NUSTEP）は、かつてイオングループのジーフットが展開していた靴専門店の名称である。

## 概要
以前はイオングループ内で靴専門店を展開する一企業として、基本的にイオングループのSCなどにおいて展開しているが、SC内にジーフットが展開する他の店舗ブランド（「ASBee(アスビー)」や「GreenBox(グリーンボックス)」など）やイオングループ以外の靴専門店（ABCマートなど）が入っている事例も少なくなく、必ずしもイオンのSCに入る靴専門店がすべて「ニューステップ」であるというわけではない。また巨大規模のショッピングセンターでは「ニューステップ」を含む複数の靴専門店（ジーフット運営の他店舗やグループ外の靴専門店）が入居するケースもある。また、イトーヨーカ堂や西友、長崎屋等、イオングループ以外のライバルスーパーにも展開している。
2009年2月21日に同じイオングループのツルヤ靴店（ツルヤくつてん）に吸収合併され、ジーフットに社名変更したが、店舗名は「ニューステップ」のままで展開していた。統合当初は北海道から沖縄県までくまなく展開し、ジーフットが展開する店舗ブランドの中で一番の店舗数で、派生業態となる「NUSTEP ex.（ニューステップ イーエックス）」も展開していた。統合後の2010年3月には新たな派生業態として子供靴を専門とする「NUSTEP KIDS（ニューステップ キッズ）」の展開を開始した。
しかし、2010年12月以降、「ニューステップ」での新規開業が行われなくなったことに加え、2012年10月に同じくジーフットが展開する「ASBee」の派生業態として、ファミリー向け業態の「ASBee fam.（アスビーファム）」を立ち上げたことにより、一部店舗が改装に伴って「ASBee fam.」へ業態転換する店舗も現れるようになり、翌年の2013年からは子供靴専門業態も「ASBee」の派生業態である「ASBee KIDS（アスビーキッズ）」に改めるようになった。その後も閉店や改装に伴う別ブランドへの業態転換が進み、2015年7月時点では、北海道・秋田県・埼玉県の3道県に「NUSTEP」6店舗を残すのみであった。その後更に閉店や業態転換が進み2020年6月現在では北海道のニューステップ西帯広店の1店舗を残すのみとなっている。さらに同店もアスビーファムに転換されたため、ニューステップの店舗は消滅した。